# Susana González Rosado
Dalia Susana González Rosado (Guayaquil, 12 de marzo de 1973) es una periodista y política ecuatoriana. Asumió el cargo de prefecta del Guayas desde el 25 de junio de 2020, hasta el 14 de mayo de 2023. También fue también viceprefecta de la provincia del Guayas, desde el 14 de mayo de 2019 hasta 25 de junio de 2020. Actualmente, lidera la productora audiovisual Gamberra Films, enfocada en la creación de documentales.

## Biografía
Dalia Susana nació el 12 de marzo de 1973, en Guayaquil, Ecuador. Es hija de Efraín González y Susana Rosado, tiene 5 hermanos.
Empezó a trabajar desde los 14 años de edad como asistente de gerencia de una compañía durante las tardes,[cita requerida] a la vez que estudiaba en la mañana. Obtuvo el bachillerato en el Colegio Hispanoamericano, y posteriormente realizó sus estudios universitarios en la Universidad Laica Vicente Rocafuerte. Culminó su formación académica en el 2005 con una maestría en Ciencias Internacionales y Diplomacia en el Instituto de Diplomacia Antonio Parra Velasco de la Universidad de Guayaquil,

## Trayectoria política
Durante el gobierno de Alfredo Palacio se desempeñó como viceministra del Ministerio de Comercio Exterior del Ecuador, dirigiendo lineamientos para la formulación de programas y proyectos, ejecutando políticas, planes y estudios para el desarrollo de la competitividad del Comercio Exterior, la Industria, aprobación y legalización de derechos de acciones, los mismos que promovieron el desarrollo integral del sector productivo del país, en el tiempo que duró su gestión.[cita requerida] Además fue asesora política del alcalde Jaime Nebot Saadi desde el 2007 hasta 2009.
En el 2009, fue elegida para ser parte de la Asamblea Nacional de Ecuador representando a la provincia del Guayas, donde fue designada para la Comisión Especializada Permanente de Soberanía Alimentaria y Desarrollo del sector Agropecuario y Pesquero.
Tras las elecciones municipales de Guayaquil de 2014 resultó electa como concejala por el Partido Social Cristiano. Dentro de sus actividades como concejala del Muy Ilustre Municipio de Guayaquil dirigió las comisiones de Medio Ambiente, Turismo y Desarrollo Urbanístico. Nombrada por la Comisión de Mesa, desempeñó los cometidos que imparte el Concejo. Asimismo, participó en el estudio y resolución de todos los propósitos de carácter municipal político que corresponden al Concejo. Duró en el cargo hasta 2018, cuando renunció para poder postularse como candidata a viceprefecta del Guayas bajo la misma tienda política.

### Prefectura del Guayas
En las elecciones seccionales de Ecuador en marzo de 2019 fue elegida viceprefecta de la provincia del Guayas con el Partido Social Cristiano-Movimiento Cívico Madera de Guerrero (MDG), bancada a la que pertenece desde que se inició en política. Durante su tiempo como viceprefecta fue gestora de la transformación ambiental, turística y desarrollo de comunidades rurales como Isla Puná en Guayas.[cita requerida] En el 2019 junto a Diana Atamaint, presidenta del Consejo Nacional Electoral, promovió las reformas aprobadas al Código de la Democracia que promueven participación política de la mujer en Ecuador y sin violencia de género.
Tras el fallecimiento de su binomio Carlos Luis Morales, asume la prefectura del Guayas desde el 25 de junio de 2020.
Para las elecciones seccionales de 2023 buscó la reelección como prefecta, obteniendo aproximadamente el 25% de los votos, frente al 34% alcanzado por la candidata del movimiento Revolución Ciudadana.

### Vida posterior
En 2024 se candidateó nuevamente a la Asamblea, esta vez con el Partido SUMA que inicialmente auspiciaba la candidatura de Jan Topić a la presidencia, y después la de Enrique Gómez. Para las elecciones legislativas de 2025, González encabezaba la lista del distrito 4 de la provincia del Guayas, sin embargo, no alcanzó una curul.